# Olympische Jugend-Sommerspiele 2018/Teilnehmer (Frankreich)
| Gelbes Symbol für Goldmedaillen mit stilisierten Olympischen Ringen | Graues Symbol für Silbermedaillen mit stilisierten Olympischen Ringen | Braundes Symbol für Bronzemedaillen mit stilisierten Olympischen Ringen |
| ------------------------------------------------------------------- | --------------------------------------------------------------------- | ----------------------------------------------------------------------- |
| 5                                                                   | 15                                                                    | 7                                                                       |

Die französische Jugend-Olympiamannschaft für die III. Olympischen Jugend-Sommerspiele vom 6. bis 18. Oktober 2018 in Buenos Aires (Argentinien) bestand aus 99 Athleten.

## Athleten nach Sportarten

### Badminton
| Mädchen - Léonice Huet Silber Mannschaft | Jungen - Arnaud Merklé |

### Basketball
Mädchen
- Diaba Konate
Gold  3×3
- Eve de Christophie Mahoutou
Gold  3×3
- Mathilde Peyregne
Gold  Einzel
Gold  3×3
- Olivia Yale
Gold  3×3

### Bogenschießen
Mädchen
- Kyla Touraine-Hélias
Gold  Doppel Mixed

### Boxen
Mädchen
- Tallya Brillaux
Silber  Klasse bis 75 kg

### Breakdance
| Mädchen - Carlota Dudek | Jungen - Martin Lejeune Silber Einzel |

### Fechten
| Mädchen - Venissia Thepaut | Jungen - Samuel Jarry - Armand Spichiger Gold Florett Einzel Gold Florett Mannschaft |

### Golf
| Mädchen - Mathilde Claisse | Jungen - Thomas Boulanger |

### Inline-Speedskating
| Mädchen - Honorine Barrault Silber Einzel | Jungen - Ewen Foussadier |

### Judo
Jungen
- Romain Valadier-Picard

### Karate
Mädchen
- Assia Oukhattou

### Kanu
| Mädchen - Doriane Delassus Gold Canadier-Einer Slalom Silber Kajak-Einer Slalom | Jungen - Tom Bouchardon Bronze Kajak-Einer Slalom - Romane Charayron |

### Leichtathletik
| Mädchen - Emma Brentel Silber Stabhochsprung - Gémima Joseph - Léna Lebrun - Paméra Losange - Angele Pitz - Nais Racasan - Lesly Raffin - Alessia Zarbo | Jungen - Mohammed-Ali Benlahbib - Lenny Brisseault - Kenny Fletcher Silber 110 m Hürden - Martin Fraysse - Baptiste Guyon Silber 2000 m Hindernis - Aurélien Larue - Bryan Mucret - Ludovic Ouceni - Baptiste Thiery Gold Stabhochsprung - Corentin Tixier |

### Moderner Fünfkampf
| Mädchen - Emma Riff Silber Einzel | Jungen - Ugo Fleurot Bronze Einzel |

### Rhythmische Sportgymnastik
Mädchen
- Célia Joseph-Noel

### Ringen
Mädchen
- Justine Vigouroux

### Rudern
Mädchen
- Lucine Ahyi

### Rugby
| Mädchen - Silber - Axelle Berthoumieu - Alexandra Chambon - Alycia Christiaens - Mélanie Daumalle - Charlotte Escudero - Lucy Hapulat - Salomé Maran - Alice Muller - Lou Noel - Aurélie Plantefeve - Celia Roue - Chloé Sanz | Jungen - Silber - Dorian Bellot - Erwan Dridi - Martin Dulon - Romain Fusier - Baptiste Germain - Sasha Gue - Théo Louvet - Yoram Moefana - Yann Peysson - Calum Randle - Cheikh Tiberghien - Joachim Trouabal - Tani Vili |

### Schießen
Mädchen
- Kateline Nicolas

### Schwimmen
| Mädchen - Clara Basso-Bert - Cyrielle Duhamel Bronze 200 m Lagen - Camille Mallet - Lila Touili Bronze 50 m Rücken | Jungen - Paul Beaugrand - Tommy-Lee Camblong - Serguei Comte - Jean-Marc Delices |

### Segeln
| Mädchen - Kenza Coutard Silber Nacra 15 - Poema Newland Silber IKA Twin Tip Racing - Manon Pianazza Silber Techno 293+ | Jungen - Tom Garandeau - Benoit Gomez - Titouan Petard Silber Nacra 15 |

### Sportklettern
| Mädchen - Nolwenn Arc - Lucile Saurel | Jungen - Sam Avezou Bronze Einzel - Nathan Martin |

### Tennis
| Mädchen - Clara Burel Silber Einzel Bronze Doppel Mixed - Diane Parry | Jungen - Hugo Gaston Gold Einzel Bronze Doppel Mixed Bronze Doppel Jungen - Clément Tabur Bronze Doppel Jungen |

### Tischtennis
| Mädchen - Lucie Gauthier | Jungen - Bastien Rembert |

### Triathlon
| Mädchen - Émilie Noyer Bronze Mannschaft | Jungen - Baptiste Passemard |

### Turnen
Jungen
- Mathys Cordule

### Wasserspringen
Jungen
- Jules Bouyer